# Sadkówka
Sadkówka – wieś w Polsce położona w województwie świętokrzyskim, w powiecie pińczowskim, w gminie Michałów.
W latach 1975–1998 miejscowość administracyjnie należała do województwa kieleckiego.

## Historia
W nocy z 25 na 26 marca 1944 roku stacjonujący we wsi, w zagrodzie W. Ziółkowskiego, 40 osobowy oddział partyzantów Armii Ludowej zaatakowany został niespodziewanie przez około 60 żandarmów i policjantów granatowych z Pińczowa i Działoszyc. Dowódca Zygmunt Bieszczanin ps. „Adam” zarządził by część podkomendnych rozpoczęła wycofywanie się do lasu w kierunku Gór, przyjmując na siebie ogień broni maszynowej, druga zaś miała uderzyć na Niemców od tyłu. Po około godzinnej walce, w której zginął zastępca dowódcy „Bronek” i dwóch Rosjan „Pawlik” i „Gierasim”, a trzeci, „Gruby Waśka”, został ranny, partyzantom udało się oddalić na bezpieczny teren. Niemcy stracili sześciu zabitych i dwóch rannych.
- Osobny artykuł: Potyczka pod Sadkówką.